# IC 4244
IC 4244 ist eine Linsenförmige Galaxie vom Hubble-Typ S0 im Sternbild Coma Berenices am Nordsternhimmel. Sie ist schätzungsweise 326 Millionen Lichtjahre von der Milchstraße entfernt und hat einen Durchmesser von etwa 30.000 Lichtjahren.

Im selben Himmelsareal befinden sich die Galaxien NGC 5116, IC 4230, IC 4241, IC 4250.
Das Objekt wurde am 12. Juni 1895 vom französischen Astronomen Stéphane Javelle entdeckt.